# Abierto Mexicano Los Cabos Open 2016
L'Abierto Mexicano Los Cabos Open 2016 è stato un torneo di tennis giocato sul cemento nella categoria ATP Tour 250 nell'ambito dell'ATP World Tour 2016. È stata la prima edizione del torneo che si è giocato a Los Cabos, in Messico, dall'8 al 13 agosto 2016.

## Partecipanti

### Teste di serie
| Nazionalità | Giocatore            | Ranking* | Testa di serie |
| ----------- | -------------------- | -------- | -------------- |
| Spagna      | Feliciano López      | 19       | 1              |
| Australia   | Bernard Tomić        | 20       | 2              |
| Croazia     | Ivo Karlović         | 26       | 3              |
| Stati Uniti | Sam Querrey          | 29       | 4              |
| Ucraina     | Aleksandr Dolhopolov | 38       | 5              |
| Francia     | Jérémy Chardy        | 39       | 6              |
| Spagna      | Nicolás Almagro      | 45       | 7              |
| Spagna      | Marcel Granollers    | 47       | 8              |

* Ranking al 1º agosto 2016.

### Altri partecipanti
I seguenti giocatori hanno ricevuto una wild card per il tabellone principale:
- Pablo Carreño Busta
- Lucas Gómez
- Tigre Hank

Il seguente giocatore è entrato in tabellone con il ranking protetto:
- Julien Benneteau

Il seguente giocatore è entrato in tabellone come special exempt:
- Reilly Opelka

I seguenti giocatori sono entrati nel tabellone principale passando dalle qualificazioni:

- Jared Donaldson
- Noah Rubin
- Amir Weintraub
- Miša Zverev

## Campioni

### Singolare
Ivo Karlović ha sconfitto in finale  Feliciano López con il punteggio di 7–6(5), 6-2.
- È l'ottavo ed ultimo titolo in carriera per Karlović.

### Doppio
Purav Raja /  Divij Sharan hanno sconfitto in finale  Jonathan Erlich /  Ken Skupski con il punteggio di 7–6(4), 7–6(3).